# Brigita Virbalytė-Dimšienė
Brigita Virbalytė-Dimšienė (Alytus, 1 de febrero de 1985) es una corredora de marcha atlética lituana, especialista en la modalidad de 20 kilómetros marcha.
Participó en el Campeonato Mundial de Atletismo de 2009 celebrado en Berlín (Alemania), donde alcanzó la vigésimo cuarta plaza, con un tiempo de 1:36:28 h. Mejoraría sus resultados en estos campeonatos en la edición de 2015 en Pekín (China), donde quedaría séptima, su mejor marca a nivel global, con un tiempo de 1:30:20 h.
Respecto al Campeonato Europeo de Atletismo, su primera cita, tras pasar por las categorías inferiores, fue en Barcelona, en la cita de 2010, donde terminó decimotercera, consiguiendo una marca de una hora y treinta y cinco minutos justos. Pese a que en la siguiente convocatoria, en Zúrich en 2014, retrocedía hasta la decimoctava plaza pese a mejorar considerablemente sus tiempos, bajando hasta los 1:32:46 h de tiempo, sería en el Campeonato Europeo de Atletismo de 2018 de Berlín (Alemania) donde rompería todos sus marcas hasta la fecha y se quedaría a las puertas del podio, acabando cuarta con un tiempo de 1:27:59 (lo que sería un récord nacional para Lituania), a 29 segundos de la italiana Antonella Palmisano.
Ha disputado tres competiciones olímpicas, acabando en todas ellas en registros muy parejos, tanto de posición como de tiempos. En Londres (2012) fue vigésimo quinta con tiempo de 1:31:58 h; en Río de Janeiro (2016) vigésimo novena y 1:35:11 h; y en Tokio (2021) vigésimo sexta con 1:35:56 h de marca.

## Resultados

### Por temporada
| Representando a Lituania | Representando a Lituania                            | Representando a Lituania | Representando a Lituania | Representando a Lituania | Representando a Lituania |
| ------------------------ | --------------------------------------------------- | ------------------------ | ------------------------ | ------------------------ | ------------------------ |
| Año                      | Competición                                         | Lugar                    | Puesto                   | Modalidad                | Marca                    |
| 2001                     | Campeonato Mundial de Atletismo Sub-18              | Debrecen                 | 5.ª                      | 5000 m marcha            | 23:59,84 min             |
| 2003                     | Campeonato Europeo de Atletismo Sub-20              | Tampere                  | 4.ª                      | 10 000 m marcha          | 48:0,26 min              |
| 2004                     | Campeonato del mundo de marcha atlética por equipos | Naumburgo                | 13.ª                     | 10 000 m marcha          | 50:41 min                |
| 2004                     | Campeonato Mundial de Atletismo Sub-20              | Grosseto                 | 9.ª                      | 10 km marcha             | 48:51,25 min             |
| 2006                     | Campeonato del mundo de marcha atlética por equipos | La Coruña                | 51.ª                     | 20 km marcha             | 1:41,28 h                |
| 2007                     | Campeonato Europeo de Atletismo Sub-20              | Debrecen                 | 8.ª                      | 20 km marcha             | 1:36:38 h                |
| 2007                     | Universiada                                         | Bangkok                  | 10.ª                     | 20 km marcha             | 1:41:06 h                |
| 2008                     | Campeonato del mundo de marcha atlética por equipos | Cheboksary               | 39.ª                     | 20 km marcha             | 1:36:52 h                |
| 2009                     | Campeonato de Europa de marcha atlética por equipos | Metz                     | 20.ª                     | 20 km marcha             | 1:40:41 h                |
| 2009                     | Campeonato Mundial de Atletismo                     | Berlín                   | 24.ª                     | 20 km marcha             | 1:36:28 h                |
| 2010                     | Campeonato del mundo de marcha atlética por equipos | Chihuahua                | 29.ª                     | 20 km marcha             | 1:42:5 h                 |
| 2010                     | Campeonato Europeo de Atletismo                     | Barcelona                | 13.ª                     | 20 km marcha             | 1:35:0 h                 |
| 2011                     | Campeonato de Europa de marcha atlética por equipos | Olhão                    | 16.ª                     | 20 km marcha             | 1:34:35 h                |
| 2011                     | Campeonato Mundial de Atletismo                     | Daegu                    | 29.ª                     | 20 km marcha             | 1:38:39 h                |
| 2012                     | Campeonato del mundo de marcha atlética por equipos | Saransk                  | 41.ª                     | 20 km marcha             | 1:38:25 h                |
| 2012                     | Juegos Olímpicos                                    | Londres                  | 25.ª                     | 20 km marcha             | 1:31:58 h                |
| 2013                     | Campeonato de Europa de marcha atlética por equipos | Dudince                  | 18.ª                     | 20 km marcha             | 1:35:46 h                |
| 2013                     | Campeonato Mundial de Atletismo                     | Moscú                    | 20.ª                     | 20 km marcha             | 1:31:58 h                |
| 2014                     | Campeonato del mundo de marcha atlética por equipos | Hannover                 | 34.ª                     | 20 km marcha             | 1:31:24 h                |
| 2014                     | Campeonato Europeo de Atletismo                     | Zúrich                   | 18.ª                     | 20 km marcha             | 1:32:46 h                |
| 2015                     | Campeonato de Europa de marcha atlética por equipos | Murcia                   | 14.ª                     | 20 km marcha             | 1:30:37 h                |
| 2015                     | Campeonato Mundial de Atletismo                     | Pekín                    | 7.ª                      | 20 km marcha             | 1:30:20 h                |
| 2016                     | Campeonato del mundo de marcha atlética por equipos | Roma                     | 21.ª                     | 20 km marcha             | 1:35:52 h                |
| 2016                     | Juegos Olímpicos                                    | Río de Janeiro           | 29.ª                     | 20 km marcha             | 1:35:11 h                |
| 2017                     | Campeonato de Europa de marcha atlética por equipos | Poděbrady                | 8.ª                      | 20 km                    | 1:31:32 h                |
| 2017                     | Campeonato Mundial de Atletismo                     | Londres                  | 16.ª                     | 20 km marcha             | 1:30:45 h                |
| 2018                     | Campeonato del mundo de marcha atlética por equipos | Taicang                  | 10.ª                     | 20 km marcha             | 1:29:02 h                |
| 2018                     | Campeonato Europeo de Atletismo                     | Berlín                   | 4.ª                      | 20 km marcha             | 1:27:59 h                |
| 2021                     | Campeonato de Europa de marcha atlética por equipos | Poděbrady                | 19.ª                     | 20 km marcha             | 1:34:40 h                |
| 2021                     | Juegos Olímpicos                                    | Tokio                    | 26.ª                     | 20 km marcha             | 1:35:56 h                |
| 2022                     | Campeonato del mundo de marcha atlética por equipos | Mascate                  | 15.ª                     | 20 km marcha             | 1:40,15 h                |
| 2022                     | Campeonato Mundial de Atletismo                     | Eugene                   | 23.ª                     | 20 km marcha             | 1:35,36 h                |

### Mejores marcas
| Disciplina           | Marca        | Lugar          | Fecha                   |
| -------------------- | ------------ | -------------- | ----------------------- |
| 3000 metros          | 12:5:72 min  | Utena          | 2 de junio de 2018      |
| 5000 metros          | 21:17:80 min | Valga          | 17 de mayo de 2014      |
| 10 kilómetros marcha | 42:43 min    | Katowice       | 5 de septiembre de 2015 |
| 20 kilómetros marcha | 1:27:59 h    | Berlín         | 11 de agosto de 2018    |
| 50 kilómetros marcha | 4:25:22 h    | Villa di Serio | 17 de octubre de 2010   |